# 小行星6212
小行星6212（英語：6212）是一颗围绕太阳公转的小行星。1993年6月23日，M. Nassir在帕洛马山发现了此天体。
这颗小行星的绝对星等为349.8085583994649等。